# Eudea maxima
Eudea maxima (лат.) — вид вымерших известковых губок из семейства Endostomatidae отряда Stellispongiida. Известен по ископаемым остаткам из отложений формации Кале-Дохтар-Лаймстоун в Иране, относящихся к юрскому периоду (келловей—оксфорд). Научно описан Бабой Сеноубари-Дарьяном, Францем Фурсичем и Курошем Рашиди в 2020 году; видовое название относится к большим размерам представителей таксона. 

## Диагноз
Senowbari-Daryan et al., 2020 дали следующий диагноз:

Цилиндрическая губка с многочисленными отверстиями для вдыхания. Каждое ситообразное устье содержит несколько отдельных отверстий. Наружная поверхность между устьями покрыта дермальным слоем без пор. Хорошо развитый спонгоцель проходит через всю губку. На оскулуме можно различить тонкую стенку вокруг спонгоцеля. Некоторые щели заканчиваются на спонгоцеле. Скелетные волокна сетчатого типа. Спикулы не наблюдались.
Оригинальный текст (англ.)Cylindrical sponge with numerous inhalant ostia. Each sieve-like ostium contains several individual openings. Outer surface between the ostia is covered by a dermal layer without pores. A well developed spongocoel passes internally through the whole sponge. A thin wall around the spongocoel is recognizable at the osculum. Some slits end at the spongocoel. Skeletal fibres are of the reticulate type. Spiculae were not observed.